# Теорема Бора — ван Льовен
Теорема Бора — ван Льовен, доведена Нільсом Бором у 1911 році та незалежно від нього Гендрікою ван Льовен у 1919 році, стверджує:

У стані термодинамічної рівноваги система електрично заряджених частинок (електронів, атомних ядер і т. п.), поміщена в постійне магнітне поле, не могла б мати магнітний момент, якщо б вона строго підпорядковувалася законам класичної фізики.

Відповідно до цієї теореми, речовина в класичній фізиці може бути намагнічена тільки в термодинамічно нерівноважному стані: при її переході в стан рівноваги, намагничення зникає.

## Доведення
Грубе пояснення цього факту полягає в тому, що магнітне поле не може здійснювати роботу над частинкою. Конкретніше доведення будується на перетворенні зсуву імпульсу всіх заряджених частинок на величину {\displaystyle {\frac {q}{c}}{\vec {A}}} (де {\displaystyle q} — заряд частинки, {\displaystyle {\vec {A}}} — векторний потенціал поля, {\displaystyle c} — швидкість світла). Оскільки в класичний гамільтоніан, що описує динаміку системи, імпульс входить тільки в комбінації {\displaystyle {\vec {p}}-{\frac {q}{c}}{\vec {A}}}, то при такій заміні статистична сума не змінюється, тобто вона не залежить від наявності магнітного поля. Звідси випливає, що магнітний момент системи також не залежить від наявності магнітного поля і тому завжди дорівнює нулю, як і у відсутності поля.

## Роль теореми
Дана теорема зіграла важливу роль у розумінні природи магнетизма природних магнетиків. Зокрема, вона вказала на те, що для пояснення цієї природи необхідне залучення нових уявлень про будову речовини, які в подальшому стали основою для розвитку квантової фізики.